# 오세티야 요리

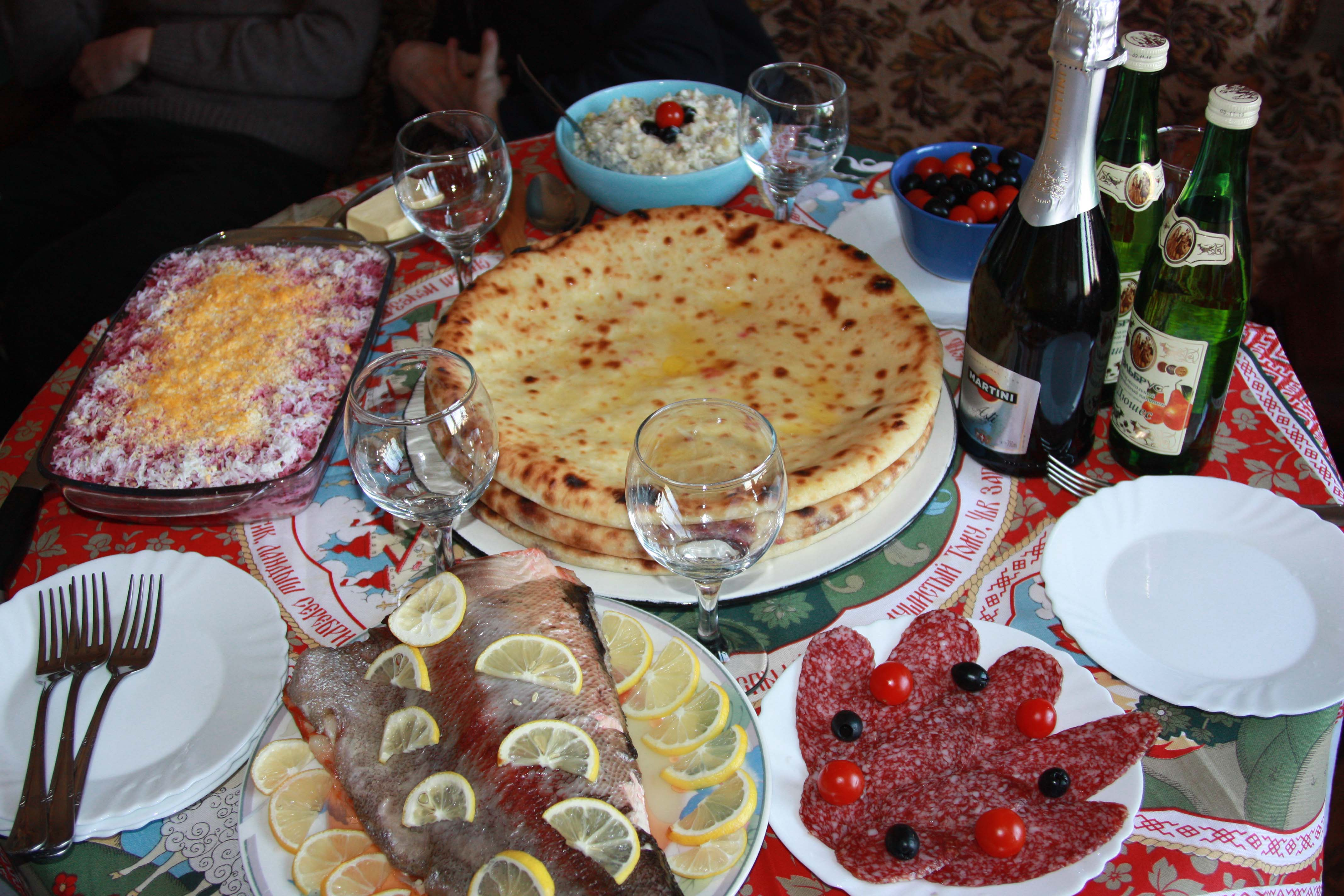

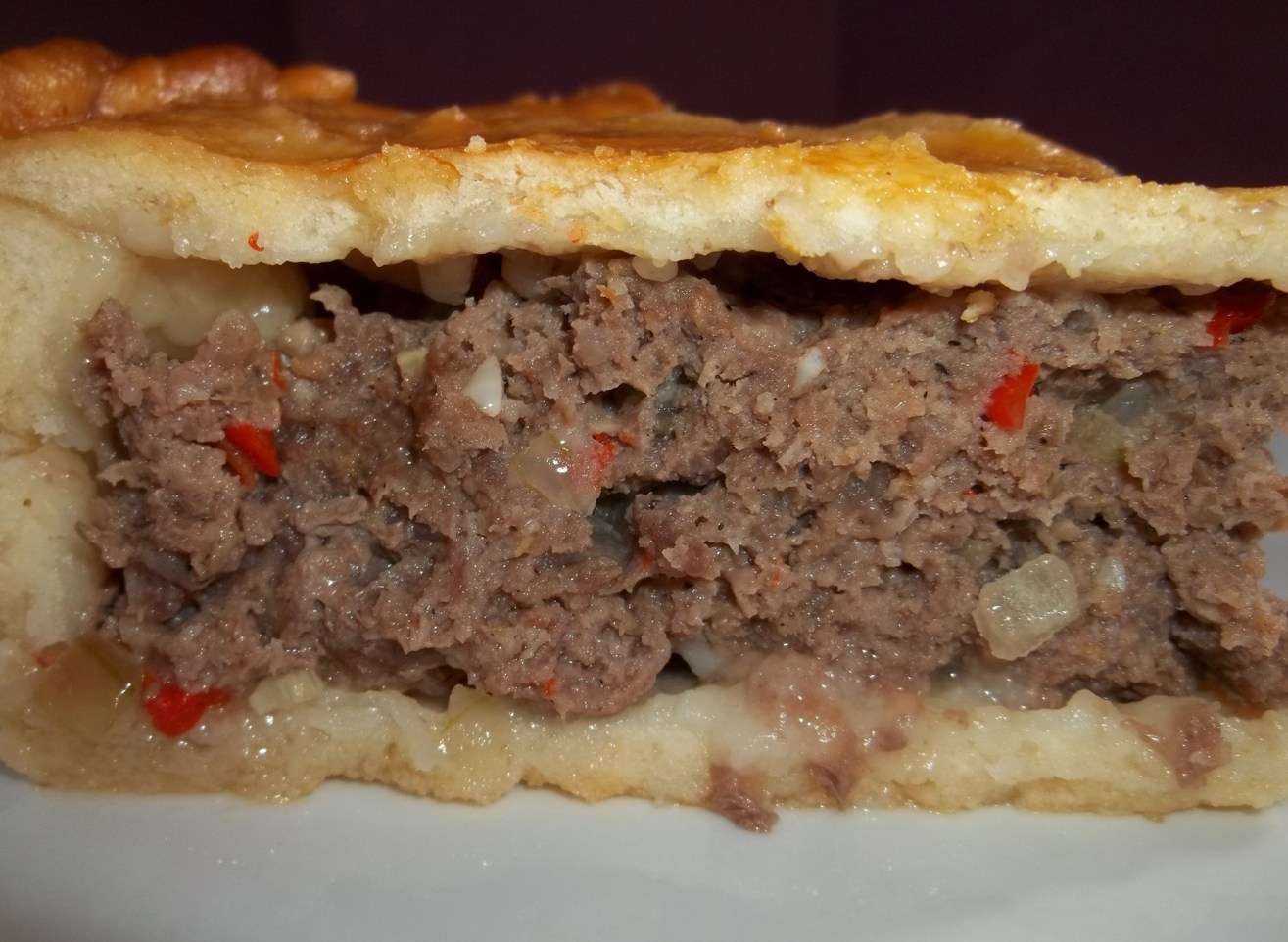

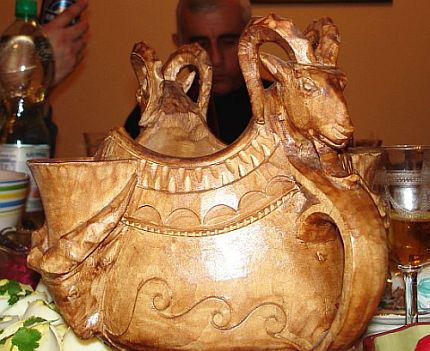

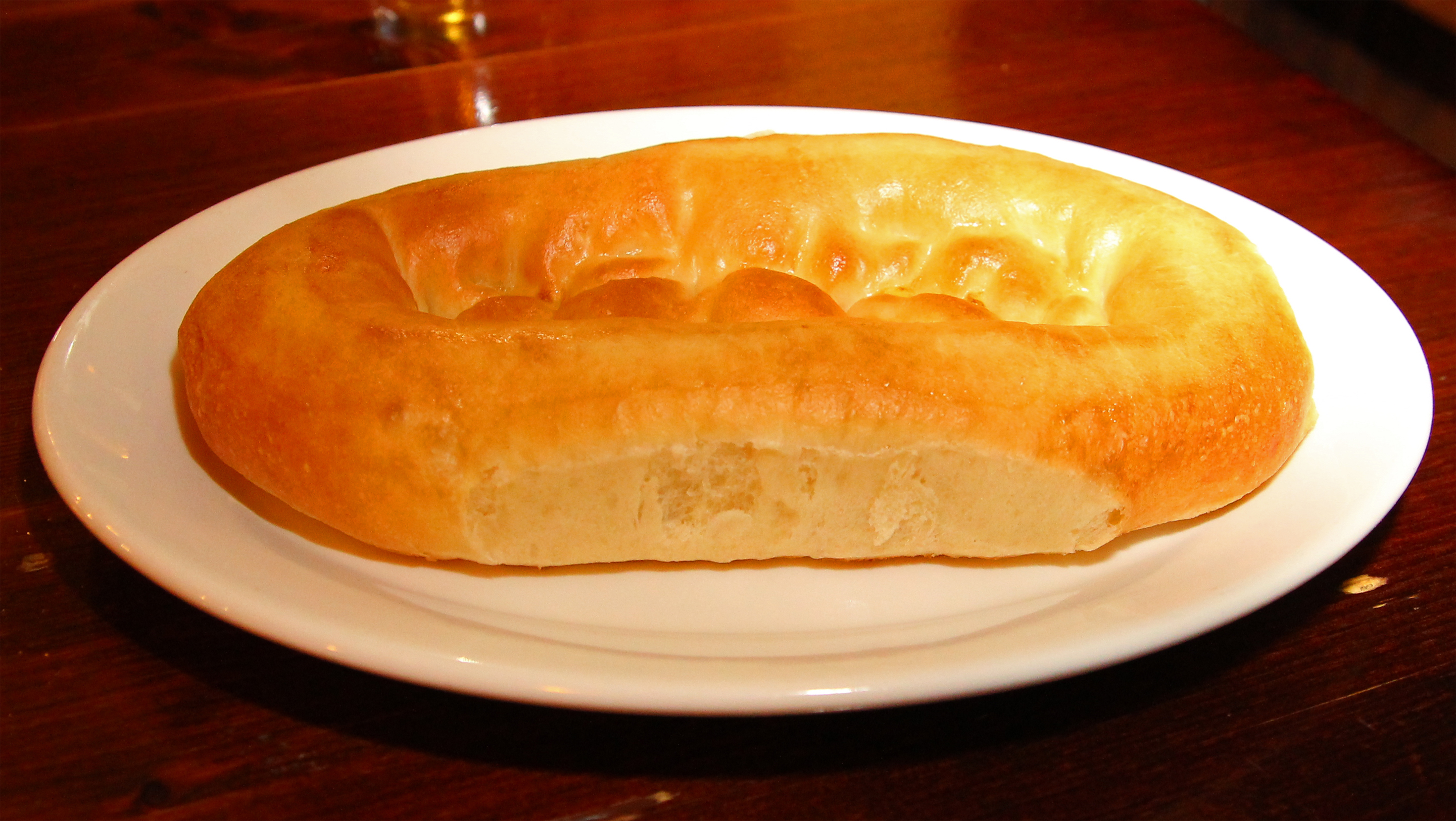

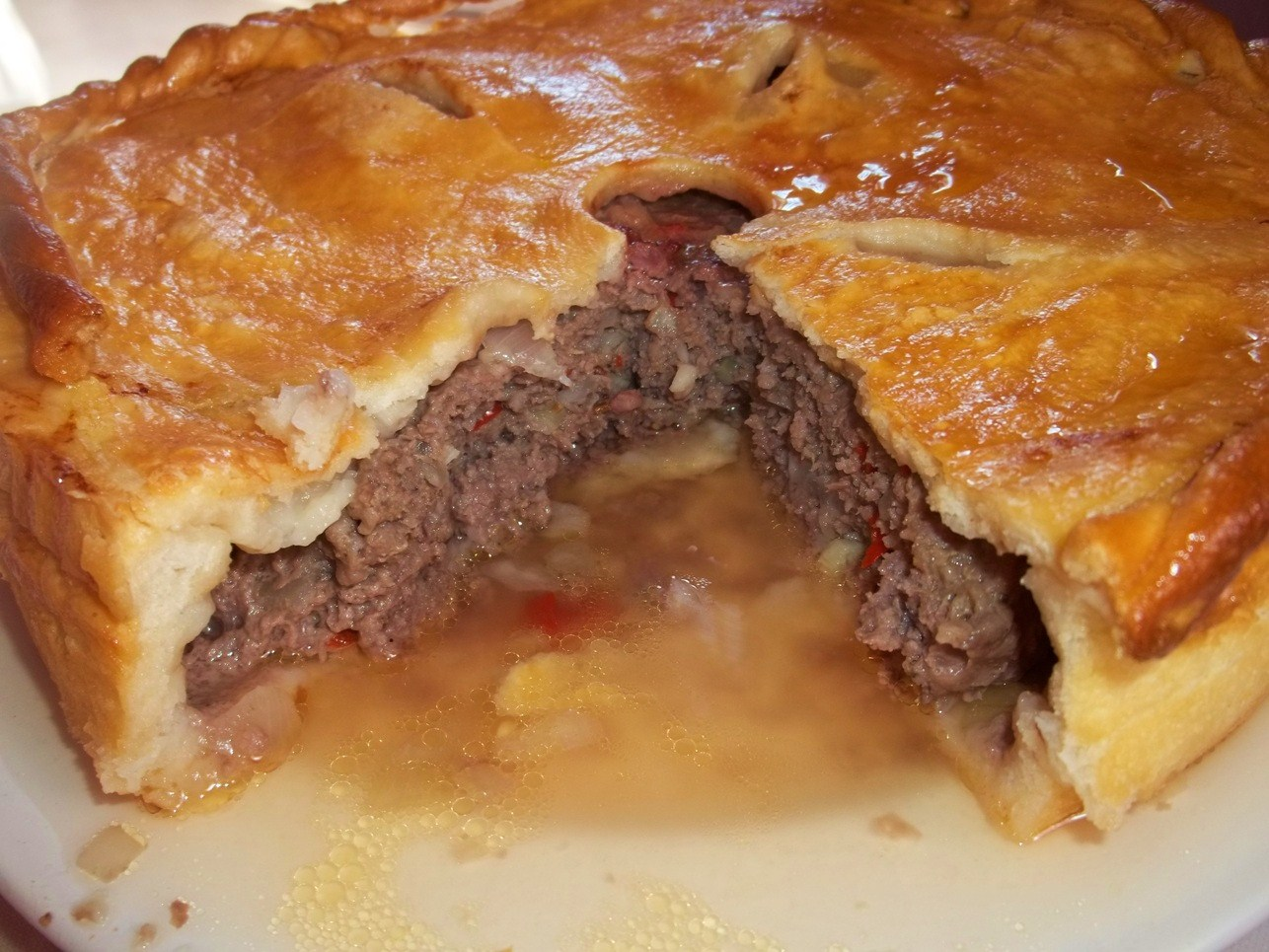

오세티야 요리는 오세티야의 오세트인이 먹는 요리이다.

## 오세트 파이
오세티야 치즈나 고기, 열매, 채소 등을 소로 넣은 파이이다.
종교적 축제나 가족적 축일(혼례) 등이 있을 때 세 개의 파이를 굽는다.

## 오세티야 치즈
오세티야식의 치즈로 파이에 넣기도 한다.

## 오세티야 맥주
이론 바가니(Eeron Bagany) 축제에서 맥주를 즐긴다.

## 참고 문헌
- 카프카스의 교통 요충 북 오세티아 공화국 보관됨 2021-05-19 - 웨이백 머신 한국외대 연구자료